# Levitation (Technik)

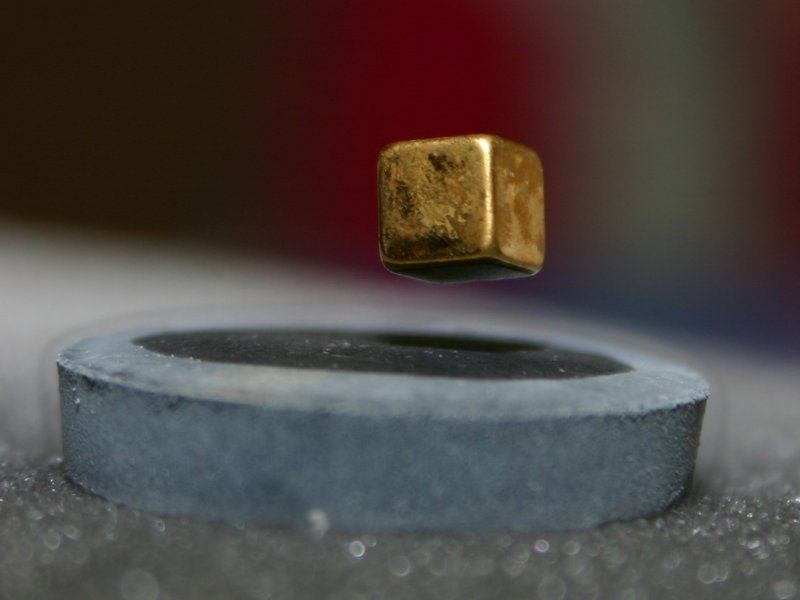
Magnet levitiert über Supraleiter

Levitation (lat. levitas = Leichtigkeit) bezeichnet das freie Schweben eines Objektes. Dazu wird mithilfe einer Kraft die wirkende Gewichtskraft kompensiert und ein Objekt im Raum positioniert, wobei kein direkter Kontakt zum Boden oder zu festen Objekten besteht. Einige Methoden benötigen zur Kraftübertragung ein gasförmiges Medium (z. B. Luft), das sich um das Objekt befinden muss.

## Druckluft-Levitation

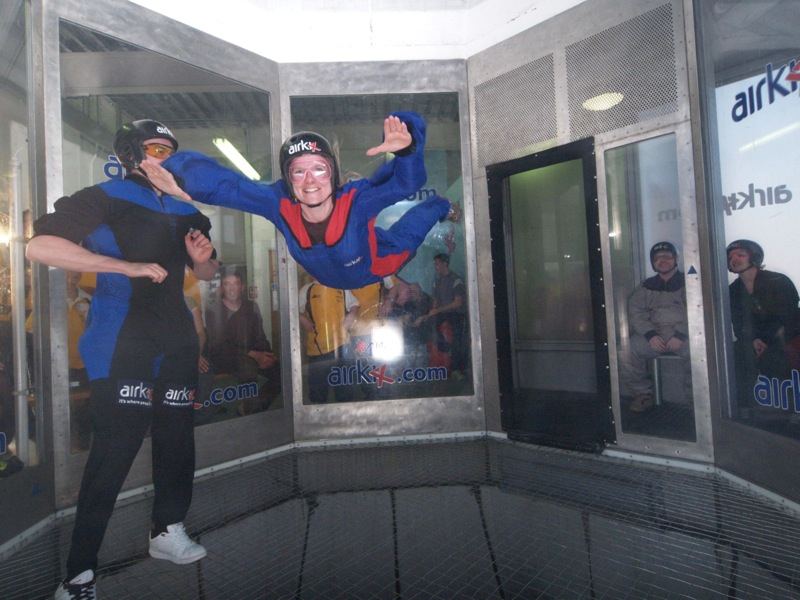
Levitation im Fallschirmsport

Eine Levitation eines Objektes kann zum Beispiel erreicht werden, indem, wie beim Air-Hockey, Luft gegen das Objekt geblasen wird. Bei der Ausbildung zum Fallschirmspringen wird es beim Bodyflying verwendet. Alternativ kann Luft vom Objekt aus nach unten gedrückt werden. Bei einem Hovercraft wird dieses Prinzip genutzt, welches das Fahrzeug auf einem Luftpolster schweben lässt.

## Akustische Levitation

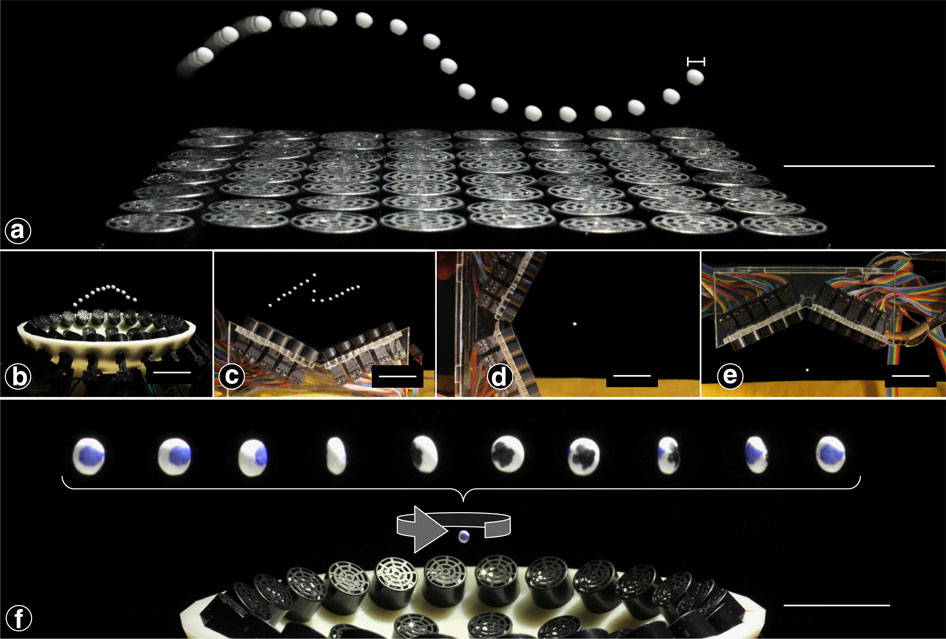
a–c: mehrere Objekte werden unabhängig gehalten d–e: das system funktioniert auch über Kopf; f: mit leicht seitlich gesetzten levitoren lassen sich Objekte drehen

Hier werden kleine Proben in den Druckknoten eines stehenden Ultraschallfeldes berührungslos positioniert. Dieses Verfahren wurde erstmals 1933 getestet.
Es ermöglicht bei der Weltraumforschung unter Einfluss der Mikrogravitation in der Schwerelosigkeit die Durchführung materialkundlicher Experimente, da damit kleine Proben berührungsfrei und exakt positioniert werden können.
Die akustische Levitation im Stehwellenfeld beruht auf den Kräften, die im Wechseldruckfeld der stehenden Ultraschallwellen auf die jeweilige Probe wirken. Dabei treten axiale und radiale Kräfte auf. Mittels akustischer Levitation können beispielsweise Styroporkügelchen oder Wassertropfen zum Schweben gebracht werden.
Am Rande zur akustischen Levitation zählt das Ultraschallluftlager, welches durch den Nahfeldeffekt im Ultraschallfeld hervorgerufen wird. Es wird primär zum Transportieren und Greifen flächiger Gegenstände verwendet.

## Magnetische Levitation

Magnetschwebelampe mit aktiver Feldregelung

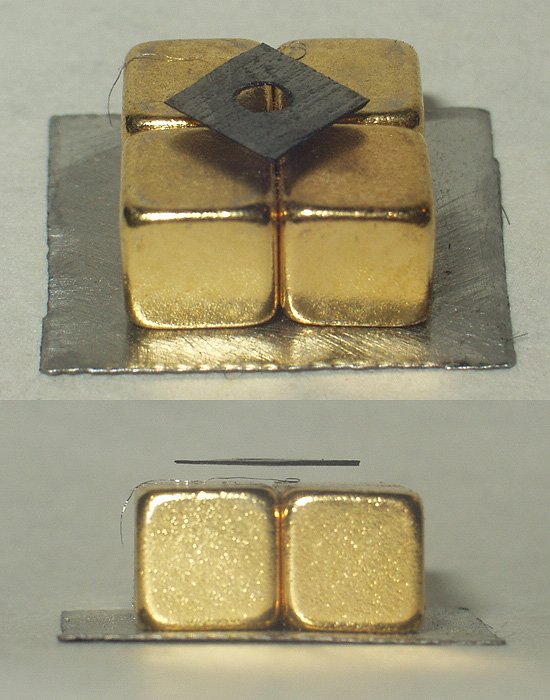
Diamagnetisch levitierender Graphit

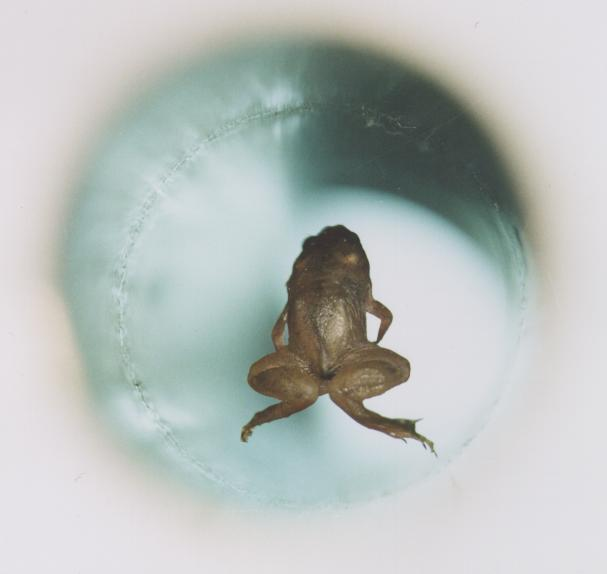
Diamagnetisch levitierender Frosch

Elektrische und magnetische Kräfte ermöglichen echte, das heißt ohne jeden mechanischen Kontakt auskommende, Levitation: Körper können sich je nach ihrer Ladung bzw. Polung gegenseitig abstoßen, und so kann die Schwerkraft ausgeglichen werden. Jedoch gibt es bei diesem Verfahren erst einmal praktische Probleme, denn Earnshaws Theorem besagt, dass sich mit statischen Feldern, also etwa denen von normalen Dauermagneten, keine stabilen Gleichgewichtspositionen erzeugen lassen. Man kann es also bestenfalls schaffen, einen Dauermagneten kurzzeitig über einem anderen schweben zu lassen, aber bereits kleinste Störungen (Wind, Erschütterungen) lassen ihn abstürzen. Jedoch gibt es mehrere Möglichkeiten, dennoch stabile Levitation zu erzeugen.

### Levitron
Ein magnetischer Kreisel kann in einem statischen Feld levitieren, da er sich durch seine Kreiselbewegung bei einer Störung gerade wieder so ausrichtet, dass die Stabilität erhalten bleibt. Derartige Kreisel sind als Spielzeug und Geschenkartikel im Handel erhältlich; bei der dabei verwendeten Bezeichnung Levitron handelt es sich um einen geschützten Markennamen.

### Aktive Feldregelung
Wird die Position des zu levitierenden Körpers von Sensoren erfasst, so können Regelkreise das Feld so anpassen, dass Störungen ausgeglichen werden. Dieses Verfahren ist mit verschiedenen Methoden realisierbar, es wird bisher als einziges in größerem Stil über Spielzeugmaßstab hinaus eingesetzt, am bekanntesten bei Magnetschwebebahnen. Kommerziell erhältlich sind Magnetschwebekupplungen für Waagen, mit denen z. B. eine in einem Vakuumgefäß befindliche Probe von außen durch eine Edelstahlwand gewogen werden kann.

### Diamagnetismus
Diamagnetische Substanzen werden von magnetischen Polen abgestoßen – sowohl von Nord- als auch von Südpolen. Dadurch sieht für sie das Potentialfeld anders aus, das Earnshaw-Theorem gilt nicht, und es gibt stabile Gleichgewichtspositionen. So können etwa Graphitplatten über Permanentmagneten schweben. Mit ausreichend starken Umgebungsfeldern können sogar kleine Permanentmagneten zwischen menschlichen Fingern (die ebenfalls diamagnetisch sind) in der Schwebe gehalten werden. Supraleiter sind perfekt diamagnetisch; mit ihnen lassen sich besonders eindrucksvolle Schwebeeffekte erzielen.

### Levitation im magnetischen Wechselfeld hoher Frequenz
In einem Leiter werden durch magnetische Wechselfelder Wirbelströme induziert. Dabei entsteht ein magnetisches Feld, das dem Feld des Magneten entgegengerichtet ist. Normale Leiter wie Kupfer oder Aluminium verhalten sich dabei wie diamagnetische Substanzen. Als mögliche Anordnung von Leiter und Magneten zueinander sind folgende Lösungen praktikabel:

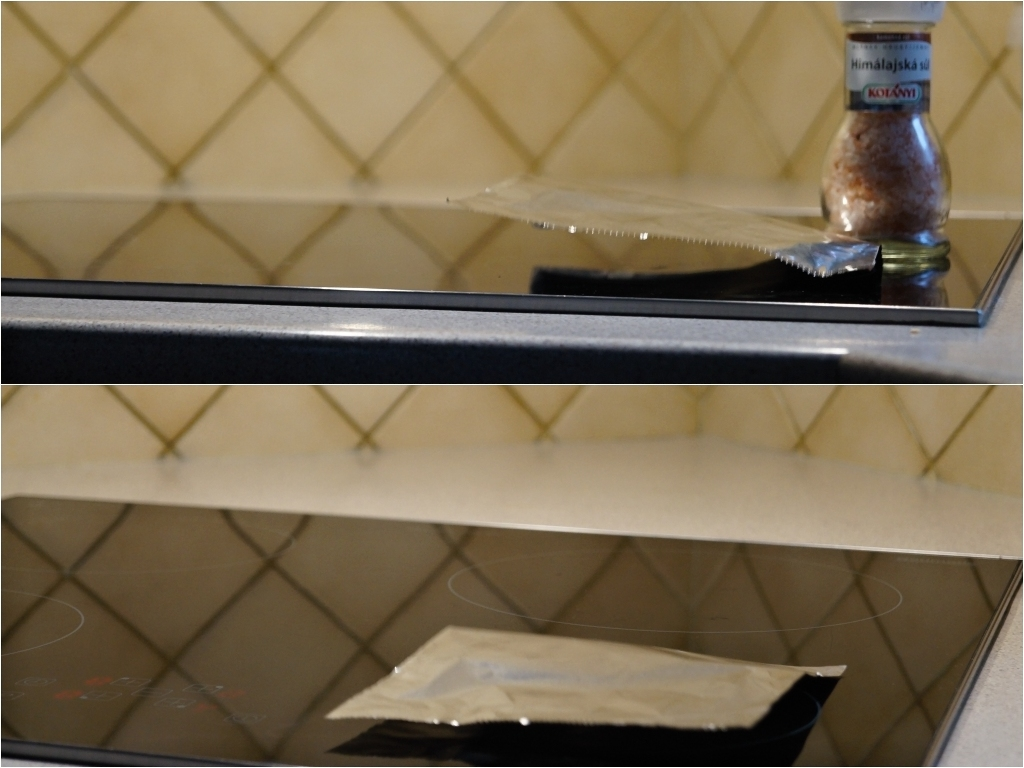
Eine Aluminiumfolie, die dank der darin induzierten Wirbelströme über der Induktionskochplatte schwimmt.

- Schnell rotierender Magnet (bzw. Leiter), zum Beispiel verwendet das Hendo Hoverboard schnell rotierende Permanentmagnete über einer Kupferoberfläche
- Schnell sich relativ zueinander bewegender Magnet und Leiter (dies soll in dem System Inductrack bei der Magnetbahntechnik benutzt werden)
- Ein Leiter, der sich im Wechselfeld eines Elektromagneten befindet (hohe Frequenz ist notwendig)
- Kristallzucht ist mit dem Levitationstiegel möglich – eine Variante des Czochralski-Verfahrens, bei dem die Schmelze des Materials, aus dem der Kristall gezogen wird, von dem gleichen elektromagnetischen Wechselfeld, das sie erhitzt, in der Schwebe gehalten wird.
- Mit Leistungselektronik, vergleichbar der in einem Frequenzumrichter, ist es möglich, elektromagnetische Felder mit beliebiger Bewegungsrichtung zu erzeugen. Wie bei einer Wirbelstrombremse tendiert eine nicht-ferromagnetische Oberfläche dazu, relativ zu dem Feld zu ruhen. Bewegt sich das Feld nun, kann ein Fahrzeug angehoben und in eine beliebige Richtung beschleunigt werden. Das ist vergleichbar mit einer Magnetschwebebahn, allerdings nicht schienengebunden.[2]

## Optische Levitation
Bei der optischen Levitation werden Masseteilchen mittels Laserlicht zum Schweben gebracht. Das geschieht über die Impulse der Photonen, den Strahlungsdruck, welche der Gewichtskraft entgegenwirken. Erforderlich ist dafür eine genügend hohe Intensität des Laserstrahls. Für wenige Mikrometer große Objekte sind – im Schwerefeld der Erde – Laser in der Größenordnung 1 Watt nötig. Die optische Pinzette ist ein Anwendungsbeispiel dieser Methodik.